# Szczepkowo Borowe
Szczepkowo Borowe – wieś w Polsce położona w województwie warmińsko-mazurskim, w powiecie nidzickim, w gminie Janowiec Kościelny.
Do 1954 roku istniała gmina Szczepkowo. W latach 1975–1998 miejscowość administracyjnie należała do województwa olsztyńskiego.
Inne miejscowości o nazwie Szczepkowo: Szczepkowo